# Mother (píseň, Pink Floyd)
„Mother“ je šestá skladba z alba The Wall z roku 1979 od britské progresivně rockové skupiny Pink Floyd. Skladbu napsal Roger Waters, ten je autorem většiny skladeb na tomto albu.

## Původní sestava (studiová)
- David Gilmour - zpěv, elektrická kytara, basová kytara[3]
- Roger Waters - zpěv, akustická kytara[3]

&
- Bob Ezrin - varhany, piáno[3]
- Jeff Porcaro - bicí[3]